# Wiesbach (Weil)
Der Wiesbach ist ein Fließgewässer in den hessischen Landkreisen Hochtaunus und Limburg-Weilburg. Mit einer Länge von etwa 12 Kilometern ist er der längste und wasserreichste Zufluss der Weil. Der Wiesbach hat einen mittleren Abfluss (MQ) von 279,5 l/s, sein Einzugsgebiet ist 34,5 km² groß.

## Geographie

### Verlauf
Der Bach entspringt auf einer Höhe von etwa 402 m ü. NHN in einem Waldgebiet nahe dem Usinger Stadtteil Michelbach und zieht lange in ungefähr westlicher Richtung. Er fließt durch Grävenwiesbach und nimmt dort einige Bächlein auf. Dort stand früher die erste Mühle am Bach. Hiernach verläuft die L 3375 im Tal oder am Hang. Unterhalb von Mönstadt mündet aus dem Südwesten sein größter Zufluss, der Steinkertzbach; unmittelbar vor dessen Mündung überspannte bis 1970 die größte Eisenbahnbrücke des Taunus dessen Tal. Dann folgen die Ernstemühle und der Bahnhof Heinzenberg. Von dort führt ein Radweg im Tal dem Gewässer entlang, eine Zufahrt zum Weiltalradweg, das nun in Richtung Nordnordwesten abknickt. Im unteren Tal lief früher als einziger Verkehrsweg die Bahnlinie Grävenwiesbach–Weilburg; eine öffentliche Straße dagegen gibt es dort nicht mehr. Der Bach nimmt noch zwei kleinere Zuflüsse auf. Dem untersten Lauf folgt, mal links, mal rechts, die Grenze zwischen den früheren Kreisen Usingen und Oberlahn, heute Hochtaunuskreis und Kreis Limburg-Weilburg. Nach einem Weg von 12,1 km mündet der Wiesbach südlich des Weilmünsterer Ortsteils Audenschmiede von rechts in die Weil.

### Zuflüsse
Von der Quelle zur Mündung. Auswahl.
- Lindelbach, von rechts und insgesamt Osten auf etwa 303 m ü. NN vor Grävenwiesbach
- Kittelbach, von rechts und Norden auf etwa 282 m ü. NN in Grävenwiesbach
- Steinkertzbach, von links und Südosten auf etwa 253 m ü. NN an der Kläranlage von Mönstadt
- Welschbach, von rechts und Ostnordosten auf etwa 228 m ü. NN nördlich von Heinzenberg